# Euploea bakeri
Euploea bakeri är en fjärilsart som beskrevs av Edward Bagnall Poulton 1926. Euploea bakeri ingår i släktet Euploea och familjen praktfjärilar. Inga underarter finns listade i Catalogue of Life.